# 羅氏集團
羅氏集團 （英語：LAWSGROUP)於1975年由羅定邦創辦，當時名為羅氏針織時裝有限公司，辦事處位於長沙灣道788號羅氏商業廣場。主要業務生產紡織成衣、零售等，其中香港成為主要收入來源。（1998年港交所除牌）
1987年羅氏針織在香港聯合交易所上市；1989年羅氏針織遷冊百慕達，成立羅氏國際（英語：Law's International Holdings Limited），換取羅氏針織的上市地位。1991年，四子羅家寶主理的羅氏地產集團被集團分拆上市；1994年五子羅家聖主理的堡獅龍亦被分拆上市。羅定邦死後，1998年羅氏次子羅蜀凱成功私有化羅氏國際。現時集團副主席及行政總裁為羅正杰 （页面存档备份，存于）。 

## 發展歷史
1975：羅氏針織時裝有限公司正式成立
1982：位於長沙灣道788號的羅氏工業中心落成
1986：成立服裝品牌Bossini
1987：羅氏針織時裝有限公司於香港聯合交易所正式上市
1996：羅氏工業中心舊址重建的羅氏商業廣場落成
1998：羅氏國際控股成功被私有化
2013：完成首個工業大廈活化項目D2 Place ONE
2016：D2 Place TWO正式開業

## 「商社共生」傑出大獎
憑著D2 Place的「初創商業模式」，羅氏集團於由團結香港基金舉辦的首屆「商社共生大獎」中獲得傑出大獎。

## 外部連結
- 官方网站